# La Dignité du peuple
Pour plus de détails, voir Fiche technique et Distribution.
La Dignité du peuple (La dignidad de los nadies) est un film documentaire argentin réalisé par Fernando Solanas, sorti en 2005.

## Synopsis
Le documentaire suit la vie de plusieurs personnes après la crise argentine de 2001.

## Fiche technique
- Titre original : La dignidad de los nadies
- Titre français : La Dignité du peuple
- Réalisation : Fernando Solanas
- Scénario : Fernando Solanas
- Photographie : Fernando Solanas
- Musique : Gerardo Gandini
- Pays d'origine : Argentine
- Format : Couleurs - 35 mm - Dolby Digital
- Genre : documentaire
- Durée : 120 minutes
- Dates de sortie :
  -  Italie : 7 septembre 2005 (Mostra de Venise 2005)
  -  Argentine : 15 septembre 2005
  -  France : 27 septembre 2006

## Distinction
- Mostra de Venise 2005 : sélection en section Orizzonti